# Ara Szeidzsi

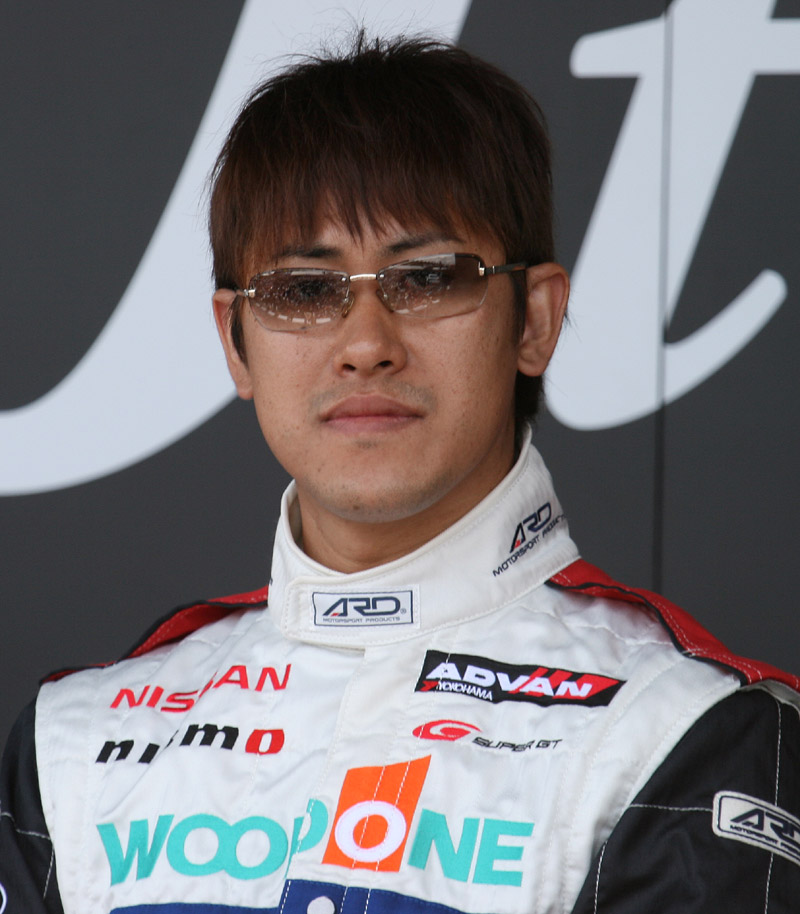
Ara Szeidzsi 2008-ban

Ara Szeidzsi (荒 聖治; nyugaton: Seiji Ara) (Csiba, 1974. május 5. –) japán autóversenyző.

## Pályafutása
1997 és 2000 között a japán formula 3-as bajnokságban versenyzett. 2001-ben és 2002-ben a Formula–Nippon sorozat futamain vett részt. 2004-ben hosszútávú versenyeken indult, és Rinaldo Capello valamint Tom Kristensen társaként megnyerte a Le Mans-i 24 órás versenyt. Ez volt az első japán győzelem Maszanori Szekija 1995-ös sikere óta ezen a versenyen.
2009-ben rajthoz állt a túraautó-világbajnokság japán versenyén. Az első futamon harmadik-, a másodikon a hatodik helyen ért célba a privát versenyzők értékelésében.

## Eredményei

### Le Mans-i 24 órás autóverseny
| Év   | Csapat                    | Autó              | Csapattárs       | Csapattárs         | Helyezés | Kiesés oka |
| ---- | ------------------------- | ----------------- | ---------------- | ------------------ | -------- | ---------- |
| 2001 | Viper Team ORECA          | Chrysler LMP      | Masahiko Kondō   | Ni Amorim          | Kiesett  | Motorhiba  |
| 2002 | Audi Sport Japan Team Goh | Audi R8           | Hiroki Katoh     | Yannick Dalmas     | 7.       |            |
| 2003 | Audi Sport Japan Team Goh | Audi R8           | Jan Magnussen    | Marco Werner       | 4.       |            |
| 2004 | Audi Sport Japan Team Goh | Audi R8           | Tom Kristensen   | Rinaldo Capello    | Győzelem |            |
| 2005 | Jim Gainer International  | Dome S101         | Ryo Michigami    | Katsutomo Kaneishi | Kiesett  | Hajtómű    |
| 2009 | Navi Team Goh             | Porsche RS Spyder | Keisuke Kunimoto | Sascha Maassen     | Kiesett  | Baleset    |

## Külső hivatkozások
- Hivatalos honlapja (angolul) (japánul)
- Profilja a driverdatabase.com honlapon (angolul)

1. ↑  a születési helyből következtetve